# Dryobota leucorena
Dryobota leucorena là một loài bướm đêm trong họ Noctuidae.